# Santiago Blanco Duque de Estrada
Santiago Blanco Duque de Estrada fue un militar mexicano. Fue hijo del doctor español Ciprián Blanco y de una mujer campechana. El 30 de marzo de 1854 acompañó a la entrada de Antonio López de Santa Anna a Chilpancingo, cuando era su Ministro de la Guerra. De 1853 a 1854 fue director del Heroico Colegio Militar.